# Clara (bướm đêm)
Clara  là một chi bướm đêm thuộc họ Erebidae.